# Клиффхэнгер
Клиффхэ́нгер (англ. cliffhanger или cliffhanger ending, досл. вцепившийся в обрыв) — художественный приём сюжетосложения, то же, что прерванная кульминация: финальный эпизод главы (в литературе) или серии (в кино), когда герой попадает в опасное положение или сталкивается со сложной дилеммой, но в этот момент повествование обрывается, таким образом, оставляя развязку открытой до появления продолжения. Представляя собой «завершение эпизодов в роковые мгновения, на переломе событий, в моменты высших потрясений, непредвиденных ударов, крайней встревоженности героев и заинтересованности читателей», этот приём придаёт сюжету остроту и занимательность. Во многих сюжетах он является поворотным моментом в истории, когда герои узнают какую-то важную новость или тайну, которые меняют ход повествования или отношение к проблеме.
В русской литературоведческой традиции до внедрения англицизма «клиффхэнгер» существовали иные обозначения этого приёма. Например, Евгений Замятин использовал выражение «фабулистическая пауза»; по его мнению, она характерна для произведений с несколькими сюжетными линиями: «рассказ прерывается на очень напряжённом и драматическом месте — и автор обращается к развитию второй, параллельной фабулы; этим развитием и заполняется намеренная пауза. Такая пауза, естественно, усиливает нетерпение читателя узнать: чем же кончится так неожиданно прерванное изображение какого-нибудь очень драматического события?»

## Истоки
Идея заканчивать рассказ в момент, когда читатель в напряжении ожидает развязки (которая, в большинстве случаев, происходит в начале рассказа следующего), стара настолько же, насколько сама литература. Этот приём, в частности, используется в памятнике средневековой арабской и персидской литературы «Тысяча и одна ночь», где центральный персонаж цикла царица Шахерезада, спасая свою жизнь, использовала всё своё красноречие, рассказывая царю сказки до восхода солнца (который не без умысла наступал на самом интересном месте повествования).
В XIX веке традиция такой концовки получила своё развитие в романах, печатавшихся «с продолжением» в газетах и журналах, и стала настолько избитой, что Марк Твен, сам неоднократно её использовавший, гротескным образом продемонстрировал её в 1870 году в рассказе «Средневековый роман». Запутанный и интригующий сюжет рассказа завершается фразой: 

Окончания этой потрясающей и полной драматических событий истории нельзя отыскать ни в этой, ни в другой книге, ни сейчас, ни в будущем. По правде говоря, я завёл моего героя (или героиню) в такое безвыходное и запутанное положение, что сам не знаю, как теперь с ним (или с нею) быть, а поэтому умываю руки и предоставляю ему (или ей) самостоятельно отыскать выход или оставаться в том же положении. 
Нынешнее же название, по мнению учёных-филологов, возникло благодаря приключенческим фильмам немого кино ранних 1930-х годов, в которых главный герой буквально стоит на краю обрыва (фраза дословно переводится как висящий над обрывом или скалолаз), хотя первое упоминание в Оксфордском словаре английского языка относится к 1937 году.
Из-за специфики языка в английской речи слово клиффхэнгер также используется как прилагательное, характеризующее подобный авторский ход в работе над сюжетом.

## Примеры в кино
- «Матрица: Перезагрузка» и «Матрица: Революция». Нео впал в кому, а Зион готовится к вторжению армии машин.
- «Человек-паук 2» и «Человек-паук 3: Враг в отражении». Гарри Озборн узнаёт, что Питер Паркер и есть Человек-паук, убивший его отца. В конце фильма у юноши начинаются галлюцинации, и в продолжении он становится Зелёным Гоблином, жаждущим мести.
- «Пираты Карибского моря: Сундук мертвеца» и «Пираты Карибского моря: На краю света». Капитана Джека Воробья пожирает Кракен, лорд Беккет получает сердце Дэйви Джонса, Уилл и Элизабет заручаются помощью бывшего врага — капитана Барбоссы.
- «Назад в будущее», «Назад в будущее 2» и «Назад в будущее 3». В конце первого фильма к Марти и Дженнифер прибывает Док Браун на машине времени, и они отправляются в будущее решать проблемы детей Марти и Дженнифер. В конце второй части Док исчезает, а почтальон приносит письмо Марти, в котором Док пишет, что перенёсся в 1885 год. Марти решает вернуть Дока назад в будущее и в продолжении отправляется на Дикий Запад.
- «Хоббит: Пустошь Смауга» и «Хоббит: Битва пяти воинств». Дракон Смауг покидает Эребор и летит уничтожать Озёрный Город, Гэндальф в плену у Некроманта, армия Саурона направляется к Одинокой Горе.
- «Мстители: Война бесконечности» и «Мстители: Финал». В первом фильме Танос уничтожил половину населения Вселенной и супергероев с помощью Перчатки Бесконечности. Во втором фильме оставшиеся супергерои Небула, Тони Старк, Чёрная вдова, Халк, Стив Роджерс, Ракета, Тор, Воитель, Человек-муравей и Клинт Бартон отправляются в путешествие во времени, чтобы найти Камни Бесконечности раньше Таноса и вернуть к жизни всех уничтоженных.
- «Тайны Смолвиля». Все сезоны, кроме последнего, заканчиваются в самый напряжённый момент, а развязка наступает только в первой серии следующего сезона.

## Примеры на ТВ
Многие сериалы используют такой приём не только в конце эпизода (чаще всего заканчивая серию фразой Продолжение следует…), но и в конце сезона, подогревая интерес во время ожидания новых серий на протяжении нескольких месяцев съёмок.
- «Даллас» положил начало моде на телевизионные клиффхэнгеры, а его рекламный лозунг Who shot J. R.? привлёк к экранам рекордные 83 млн зрителей[3][4][5][6][7], то есть 76 % населения США[3].
- «Остаться в живых»[8] и «Побег» — в этих сериалах приём возведён в абсолют, где подобным образом заканчивается не только сезон, но и практически каждый эпизод.
- «Друзья», где подобным приёмом заканчивался практически каждый сезон (кроме второго). Последняя серия предыдущего сезона и первая серия следующего по сути являются сдвоенными, события в которых представляют собой одну историю.
- «Шерлок», сериал BBC Wales. Каждый сезон (кроме 4-го) заканчивается незавершённой ситуацией, стимулирующей зрителей с нетерпением ожидать следующей серии. Сезоны заканчиваются яркими эпизодами, подразумевающими развитие событий в следующем сезоне.
- «Ходячие мертвецы», сериал американского телеканала AMC. Шестой сезон данного телесериала закончился на том, как группа из «Александрии» во главе с Риком Граймсом попадает врасплох — их окружили люди Нигана во главе с ним самим. Чуть позже, произнеся свою речь, Ниган хочет убить кого-нибудь из группы Рика, но не может решить кого именно. Для этого он устраивает считалочку, в конце которой человеку, которого выбрала его бейсбольная бита, обмотанная колючей проволокой, Люсилль, размозжат этой же битой голову. Считалку показывают полностью в финале сезона, но того, кого выбрали — нет, что заинтриговало зрителей и заставило их ждать премьеры седьмого сезона.